# Coupe d'Union soviétique de football 1939
Navigation
Édition 1938 Édition 1944
La Coupe d'Union soviétique 1939 est la 4e édition de la Coupe d'Union soviétique de football. Elle se déroule entre le 5 mai et le 30 septembre 1939.
La finale se joue le 12 septembre 1939 au stade Dynamo de Moscou et voit la victoire du Spartak Moscou, qui parvient à conserver son titre aux dépens du Stalinets Léningrad. Le club effectue par la suite un deuxième doublé d'affilée en remportant le championnat la même année.

## Format
Un total de 49 équipes prennent part à la compétition, cela inclut les 14 participants à la première division 1939, les 23 clubs du deuxième échelon ainsi que les 12 équipes vainqueures des coupes des différentes républiques socialistes soviétiques et de celle de la ville de Moscou.
La compétition se déroule sur six tours, allant du premier tour à la finale. Chaque confrontation prend la forme d'une rencontre unique jouée sur la pelouse d'une des deux équipes. En cas d'égalité à l'issue du temps réglementaire d'un match, une prolongation est jouée. Si celle-ci ne suffit pas à départager les deux équipes, le match est rejoué ultérieurement.

## Résultats

### Premier tour
Les rencontres de ce tour sont jouées entre le 29 juillet et le 3 août 1939.
| Date            | Locaux                         | Score    | Visiteurs                 |
| --------------- | ------------------------------ | -------- | ------------------------- |
|                 | Avangard Léningrad (D2)        | forfait  | (D2) Torpedo Gorki        |
| 29 juillet 1939 | Krylia Sovetov Moscou (D2)     | 0 - 7    | (D2) Dinamo Kharkov       |
| 30 juillet 1939 | Stakhanovets Stalino (D1)      | 6 - 2    | (D2) Lokomotiv Tbilissi   |
| 30 juillet 1939 | Stalinets Moscou (D2)          | 3 - 3 ap | (D2) Spartak Kharkov      |
| 31 juillet 1939 | Stalinets Moscou (D2)          | 6 - 0    | (D2) Spartak Kharkov      |
| 30 juillet 1939 | Lokomotiv Kiev (D2)            | 0 - 0    | (D2) Temp Bakou           |
| 31 juillet 1939 | Lokomotiv Kiev (D2)            | 0 - 1    | (D2) Temp Bakou           |
| 30 juillet 1939 | Dinamo Rostov (D2)             | 4 - 2    | (D2) Selmach Kharkov      |
| 30 juillet 1939 | Dynamo Moscou (D1)             | 1 - 4    | (D1) Lokomotiv Moscou     |
| 30 juillet 1939 | Dzerjinets Vorochilovgrad (D2) | 3 - 1    | (D2) Osnova Ivanovo       |
| 30 juillet 1939 | Bourevestnik Moscou (D2)       | 1 - 2    | (D2) Spartak Erevan       |
| 31 juillet 1939 | Stalinets Léningrad (D1)       | 3 - 2 ap | (D1) Traktor Stalingrad   |
| 31 juillet 1939 | Pichtchevik Moscou (D1)        | 2 - 1    | (D1) Dinamo Odessa        |
| 31 juillet 1939 | Dynamo Kiev (D1)               | 1 - 0 ap | (D2) Spartak Minsk        |
| 1er août 1939   | Metallourg Moscou (D1)         | 2 - 3    | (D2) Stal Dniepropetrovsk |
| 1er août 1939   | Soudostroïtel Nikolaïev (D2)   | 1 - 2    | (D1) Elektrik Léningrad   |
| 2 août 1939     | Spartak Moscou (D1)            | 1 - 0    | (D2) Spartak Léningrad    |
| 3 août 1939     | CDKA Moscou (D1)               | 4 - 0    | (D2) Zénith Léningrad     |
| 3 août 1939     | Dinamo Tbilissi (D1)           | 5 - 2    | (D1) Torpedo Moscou       |

### Seizièmes de finale
Les rencontres de ce tour sont jouées entre le 6 et le 15 août 1939.
| Date         | Locaux                    | Score   | Visiteurs                      |
| ------------ | ------------------------- | ------- | ------------------------------ |
|              | Spartak Erevan (D2)       | forfait | (D2) Dzerjinets Vorochilovgrad |
|              | Infizkoult Minsk (A)      | forfait | (A) Dinamo Voronej             |
|              | Dinamo Stalinabad (A)     | forfait | (D1) Elektrik Léningrad        |
|              | Dinamo Léningrad (D1)     | forfait | (D2) Dinamo Batoumi            |
| 6 août 1939  | Stal Dniepropetrovsk (D2) | 0 - 1   | (D1) Stalinets Léningrad       |
| 6 août 1939  | Nauka Tbilissi (A)        | 0 - 3   | (D1) Stakhanovets Stalino      |
| 6 août 1939  | Lokomotiv Moscou (D1)     | 1 - 0   | (D2) Stalinets Moscou          |
| 6 août 1939  | Lokomotiv Bakou (A)       | 0 - 7   | (D2) Temp Bakou                |
| 6 août 1939  | Dinamo Kazan (D2)         | 0 - 2   | (D1) Spartak Moscou            |
| 8 août 1939  | Dinamo Tbilissi (D1)      | 2 - 2   | (D2) Pichtchevik Moscou        |
| 9 août 1939  | Dinamo Tbilissi (D1)      | 1 - 0   | (D2) Pichtchevik Moscou        |
| 8 août 1939  | Dinamo Tachkent (A)       | 3 - 0   | (D2) Avangard Léningrad        |
| 8 août 1939  | Dinamo Léninakan (A)      | 0 - 2   | (A) Avangard Kramatorsk        |
| 9 août 1939  | Dinamo Frounzé (A)        | 2 - 4   | (D2) Dinamo Kharkov            |
| 10 août 1939 | CDKA Moscou (D1)          | 6 - 1   | (D2) Dinamo Rostov             |
| 10 août 1939 | Dinamo Alma-Ata (A)       | 2 - 1   | (D1) Dynamo Kiev               |
| 15 août 1939 | Dinamo Achkhabad (A)      | 2 - 0   | (A) Spartak-2 Moscou           |

### Huitièmes de finale
Les rencontres de ce tour sont jouées entre le 13 et le 24 août 1939.
| Date         | Locaux                    | Score | Visiteurs               |
| ------------ | ------------------------- | ----- | ----------------------- |
| 13 août 1939 | CDKA Moscou (D1)          | 1 - 0 | (D2) Spartak Erevan     |
| 14 août 1939 | Lokomotiv Moscou (D1)     | 0 - 1 | (D1) Spartak Moscou     |
| 14 août 1939 | Dinamo Tbilissi (D1)      | 5 - 3 | (D2) Dinamo Batoumi     |
| 19 août 1939 | Dinamo Achkhabad (A)      | 1 - 2 | (A) Dinamo Stalinabad   |
| 20 août 1939 | Stalinets Léningrad (D1)  | 2 - 0 | (A) Avangard Kramatorsk |
| 21 août 1939 | Dinamo Kharkov (D2)       | 1 - 1 | (D2) Temp Bakou         |
| 22 août 1939 | Dinamo Kharkov (D2)       | 1 - 2 | (D2) Temp Bakou         |
| 21 août 1939 | Dinamo Voronej (A)        | 0 - 3 | (A) Dinamo Tachkent     |
| 24 août 1939 | Stakhanovets Stalino (D1) | 3 - 0 | (A) Dinamo Alma-Ata     |

### Quarts de finale
Les rencontres de ce tour sont jouées entre le 22 et le 30 août 1939.
| Date         | Locaux                   | Score | Visiteurs                 |
| ------------ | ------------------------ | ----- | ------------------------- |
| 22 août 1939 | CDKA Moscou (D1)         | 0 - 1 | (D1) Dinamo Tbilissi      |
| 28 août 1939 | Temp Bakou (D2)          | 1 - 2 | (A) Dinamo Tachkent       |
| 28 août 1939 | Stalinets Léningrad (D1) | 4 - 0 | (D2) Dinamo Stalinabad    |
| 30 août 1939 | Spartak Moscou (D1)      | 3 - 1 | (D1) Stakhanovets Stalino |

### Demi-finales
Les rencontres de ce tour sont originellement jouées le 8 septembre 1939.
Une situation particulière se produit lors de la confrontation entre le Spartak Moscou et le Dinamo Tbilissi. La rencontre se termine à l'origine sur une victoire 1-0 des Moscovites, qui s'en vont par la suite remporter la compétition à l'issue de la finale quatre jours plus tard. Cependant, le Dinamo proteste officiellement le résultat dans la foulée, arguant que le but marqué par le Spartak n'était pas valide. Cet appel est dans un premier temps rejeté avant d'être finalement accepté après que la finale ait été jouée. De ce fait, la demi-finale est finalement rejouée le 30 septembre, un résultat différent impliquant que la finale soit rejouée par la suite. Ce deuxième match est remporté une nouvelle fois par le Spartak sur le score de 3-2.
| Date              | Locaux                   | Score | Visiteurs            |
| ----------------- | ------------------------ | ----- | -------------------- |
| 8 septembre 1939  | Stalinets Léningrad (D1) | 3 - 0 | (A) Dinamo Tachkent  |
| 8 septembre 1939  | Spartak Moscou (D1)      | 1 - 0 | (D1) Dinamo Tbilissi |
| 30 septembre 1939 | Spartak Moscou (D1)      | 3 - 2 | (D1) Dinamo Tbilissi |

### Finale
| Titulaires :     |                          |
|                  |                          |
|                  | Vladislav Jmelkov (ru)   |
|                  | Viktor Sokolov (ru)      |
|                  | Vassili Sokolov          |
|                  | Grigori Toutchkov (ru)   |
|                  | Andreï Starostine (en)   |
|                  | Konstantin Malinine (ru) |
|                  | Andreï Protasov (ru)     |
|                  | Viktor Semionov (ru)     |
|                  | Vladimir Stepanov (ru)   |
|                  | Alekseï Sokolov (ru)     |
|                  | Pavel Kornilov (ru)      |
|                  |                          |
| Entraîneur :     |                          |
| Piotr Popov (ru) |                          |

| Titulaires :            |                          |     |
|                         |                          |     |
|                         | Boris Grichtchenko (ru)  |     |
|                         | Samouil Kozinets (ru)    |     |
|                         | Mikhaïl Barychev         |     |
|                         | Alekseï Lebedev          |     |
|                         | Boris Ivine (ru)         |     |
|                         | Aleksandr Ziablikov (ru) |     |
|                         | Gueorgui Lassine (en)    |     |
|                         | Alekseï Larionov (ru)    |     |
|                         | Viktor Smaguine (ru)     |     |
|                         | Valentin Chelaguine (ru) |     |
|                         | Nikolaï Soloviov (ru)    | 73e |
|                         |                          |     |
| Remplaçants :           |                          |     |
|                         | Ievgueni Odintsov (ru)   | 73e |
|                         |                          |     |
| Entraîneur :            |                          |     |
| Konstantin Iegorov (en) |                          |     |

| Titulaires :     |                          |
|                  |                          |
|                  | Vladislav Jmelkov (ru)   |
|                  | Viktor Sokolov (ru)      |
|                  | Vassili Sokolov          |
|                  | Grigori Toutchkov (ru)   |
|                  | Andreï Starostine (en)   |
|                  | Konstantin Malinine (ru) |
|                  | Andreï Protasov (ru)     |
|                  | Viktor Semionov (ru)     |
|                  | Vladimir Stepanov (ru)   |
|                  | Alekseï Sokolov (ru)     |
|                  | Pavel Kornilov (ru)      |
|                  |                          |
| Entraîneur :     |                          |
| Piotr Popov (ru) |                          |

| Titulaires :            |                          |     |
|                         |                          |     |
|                         | Boris Grichtchenko (ru)  |     |
|                         | Samouil Kozinets (ru)    |     |
|                         | Mikhaïl Barychev         |     |
|                         | Alekseï Lebedev          |     |
|                         | Boris Ivine (ru)         |     |
|                         | Aleksandr Ziablikov (ru) |     |
|                         | Gueorgui Lassine (en)    |     |
|                         | Alekseï Larionov (ru)    |     |
|                         | Viktor Smaguine (ru)     |     |
|                         | Valentin Chelaguine (ru) |     |
|                         | Nikolaï Soloviov (ru)    | 73e |
|                         |                          |     |
| Remplaçants :           |                          |     |
|                         | Ievgueni Odintsov (ru)   | 73e |
|                         |                          |     |
| Entraîneur :            |                          |     |
| Konstantin Iegorov (en) |                          |     |